# Liskinsky (huyện)
Huyện Liskinsky (tiếng Nga: ? райо́н) là một huyện hành chính tự quản (raion), của Tỉnh Voronezh, Nga. Huyện có diện tích 1970 kilômét vuông, dân số thời điểm ngày 1 tháng 1 năm 2000 là 49100 người. Trung tâm của huyện đóng ở Liski.